# Rosenbergia vetusta
Rosenbergia vetusta är en skalbaggsart som beskrevs av Conrad Ritsema 1881. Rosenbergia vetusta ingår i släktet Rosenbergia och familjen långhorningar. Inga underarter finns listade i Catalogue of Life.